# Premyer-Ministr

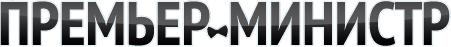
Логотип группы "Премьер-министр"

Primeiro ministro (em russo: Премьер-министр) é um grupo musical russo. 
A ideia por detrás da banda foi formar uma boy band, não necessariamente por adolescentes. Quatro homens juntaram-se para formar "Primeiro ministro" em 1997. O seu primeiro sucesso foi em 2000 com o remake duma popular música russa "Oriental Song". Foi um enorme sucesso em toda a Rússia.
Em 2001, um dos membros, Dmitry Lansky, deixou o grupo para se lançar numa carreira a solo e foi substituído. "Primeiro ministro" era composto por Jean Grigoriev-Milimerov (Moscovo, 5 de dezembro de 1979), Peter Jason (Moscovo, 9 de setembro de 1979), Vyacheslav Bodolika (Ungeny, Moldávia, 18 de junho de 1977) e Marat Chanyshev (25 de março de 1975).
Em 2002, a televisão russa convidou a banda para representar a Rússia no Festival Eurovisão da Canção 2002 em Tallinn. Eles o nome da banda para  "Primeiro ministro", e cantaram  "Northern Girl", que terminou em 10.º lugar, tendo recebido um total de 55 pontos. Houve dois vídeos feitos para a canção "Northern Girl", na versão inglesa e russa, chamado "Девочка С Севера".
Em 2005, os membros da banda saíram com o produtor e iniciaram uma carreira independente como  Group PM, enquanto Premier Ministr começou com novos membros Taras Demchuk, Sergey Demyanchuk, Amarkhuu Borkhuu e Vasily Kireyev.